# MIPS Technologies
MIPS Technologies, Inc. es una compañía desarrolladora de microprocesadores fundada en 1984 como MIPS Computer Systems Inc. por el Dr. John Hennessy de la Universidad de Stanford quien inició y dirigió desde 1981 el proyecto MIPS RISC architecture. Fue pionera en la producción de procesadores RISC.
MIPS provee microprocesadores para hogares digitales, redes, sistemas embebidos, Internet de las cosas y aplicaciones móviles.
MIPS Technologies, Inc. es propiedad de Wave Computing, quien la adquirió de Tailwood MIPS Inc., una compañía indirectamente poseída por Tallwood Venture Capital. Tallwood la compró el 25 de octubre de 2017 de Imagination Technologies, una empresa con sede en Reino Unido conocida por su familia de procesadores gráficos PowerVR. Imagination Technologies la compró previamente después de que CEVA, Inc. abandonara una licitación el 8 de febrero de 2013.

## Historia
MIPS Computer Systems Inc. fue fundada en 1984 por un grupo de investigadores de la Universidad Stanford que incluían a John L. Hennessy y Chris Rowen. Estos investigadores trabajaron en un proyecto llamado MIPS (por las siglas del inglés Microprocessor without Interlocked Pipeline Stages), uno de los proyectos pioneros en el concepto RISC. Otros fundadores principales fueron Skip Stritter, un anterior tecnólogo de Motorola y John Moussouris, antiguo trabajador de IBM.
El primer CEO fue Vaemond Crane, anterior presidente y CEO de Computer Consoles Inc. quien asumió en febrero de 1985 y dejó su puesto en junio de 1989. Fue reemplazado por Bob Miller, un antiguo ejecutivo sénior de IBM. Miller dirigió la compañía a través de su OPV y su subsiguiente venta a Silicon Graphics.
En 1988, los diseños de MIPS Computer Systems fueron notados por Silicon Graphics (SGI) y la compañía adoptó la arquitectura MIPS para sus computadoras. Un año más tade, en diciembre de 1989, MIPS celebró su primera salida a bolsa. Ese año, Digital Equipment Corporation (DEC) lanzó una estación de trabajo Unix basada en el diseño MIPS.
Después de desarrollar los procesadores R2000 y R3000 la compañía se vio incapaz de competir en el mercado de computadoras contra compañías mucho más grandes y en dificultades de soportar los costos de desarrollar los chips y sistemas de MIPS Magnum. Para asegurar el suministro de futuras generaciones de microprocesadores MIPS (el R4000 de 64 bits), SGI adquirió la compañía en 1992 por USD333 millones y la renombró como MIPS Technologies Inc. una filial complementamente poseída por SGI.
Mientras que MIPS fue propiedad de SGI, la compañía introdujo el R8000 en 1994, el R10000 en 1996 y el R12000 en 1997. Durante este tiempo, los dos microprocesadores futuros cuyo nombre en código fue "La bestia y el capitán" estuvieron en desarrollo pero fueron cancelados después de que SGI decidiera migrar a la arquitectura Itanium en 1998. Como resultado, MIPS se convirtió en una compañía de licenciamiento de propiedad intelectual, ofreciendo licencias a la arquitectura MIPS tanto como a los diseños de los núcleos de microprocesadores.
El 30 de junio de 1998, MIPS celebró su OPV recaudando cerca de USD16.3 millones con un precio de oferta de USD14 cada acción. En 1999, SGI anunció que revisaría sus operaciones; planeaba continuar introduciendo nuevos procesadores MIPS hasta 2002 pero sus negocios con servidores incluirían también arquitecturas de procesadores Intel. SGI distribuyó todos los intereses en los dividendos de las acciones entre los accionistas el 20 de junio de 2000.
A principios de 2008 MIPS despidió a 28 empleados de su grupo de negocios de procesadores. El 13 de agosto de 2008, MIPS anunció una pérdida de USD108.5 millones en su cuarto trimestre fiscal y despidieron otro 15% de su fuerza de trabajo. En este momento MIPS tenía 512 empleados. En mayo de 2018, de acuerdo al LinkedIn de la compañía tenían menos de 50 empleados.
Algunas personas notables trabajaron en MIPS: James Billmaier, Steve Blank, Joseph DiNucci, John L. Hennessy, David Hitz, Earl Killian, Dan Levin, John Mashey, John P. McCaskey, Bob Miller, Stratton Sclavos y Skip Stritter. Los miembros de la junta incluyen a Bill Davidow.